# ديم قشلاق عليا
ديم‌ قشلاق عليا هي قرية في مقاطعة ماكو، إيران. عدد سكان هذه القرية هو 1,056 في سنة 2006.